# Episodi di The 100 (quarta stagione)
La quarta stagione della serie televisiva The 100, composta da tredici episodi, è stata trasmessa negli Stati Uniti dall'emittente The CW dal 1º febbraio 2017.
In Italia è stata trasmessa dal 24 settembre al 17 dicembre 2017 su Premium Action. In chiaro è stata trasmessa dal 25 settembre 2018 in seconda serata sul canale 20.
La serie è stata pubblicata su Netflix dal 21 febbraio 2019.
L’antagonista principale della stagione è il Praimfaya.
| n° | Titolo originale     | Titolo italiano                | Prima TV USA     | Prima TV Italia   |
| -- | -------------------- | ------------------------------ | ---------------- | ----------------- |
| 1  | Echoes               | Echi                           | 1º febbraio 2017 | 24 settembre 2017 |
| 2  | Heavy Lies the Crown | Pesante giace la corona        | 8 febbraio 2017  | 1º ottobre 2017   |
| 3  | The Four Horsemen    | I quattro cavalieri            | 15 febbraio 2017 | 8 ottobre 2017    |
| 4  | A Lie Guarded        | Una bugia custodita            | 22 febbraio 2017 | 15 ottobre 2017   |
| 5  | The Tinder Box       | La polveriera                  | 1º marzo 2017    | 22 ottobre 2017   |
| 6  | We Will Rise         | Risorgeremo                    | 15 marzo 2017    | 29 ottobre 2017   |
| 7  | Gimme Shelter        | Dammi rifugio                  | 22 marzo 2017    | 5 novembre 2017   |
| 8  | God Complex          | Il complesso di Dio            | 29 marzo 2017    | 12 novembre 2017  |
| 9  | DNR                  | Ordine di non rianimare        | 26 aprile 2017   | 19 novembre 2017  |
| 10 | Die All, Die Merrily | Morire tutti, morire con gioia | 3 maggio 2017    | 26 novembre 2017  |
| 11 | The Other Side       | L'altra parte                  | 10 maggio 2017   | 3 dicembre 2017   |
| 12 | The Chosen           | I prescelti                    | 17 maggio 2017   | 10 dicembre 2017  |
| 13 | Praimfaya            | Praimfaya                      | 24 maggio 2017   | 17 dicembre 2017  |

## Echi
- Titolo originale: Echoes
- Diretto da: Dean White
- Scritto da: Jason Rothenberg

### Trama
Dopo la cancellazione di A.L.I.E., le cose non vanno come tutti speravano: chi si è risvegliato ha trovato a Polis solo morti e distruzione. I terrestri accusano subito Clarke e il suo popolo, mentre la Nazione del Ghiaccio vuole imporsi come clan al comando sotto la guida di Echo.
Viene anche ritrovato il re Roan ancora vivo ma ferito gravemente. Abby vorrebbe curarlo, ma la tribù del Ghiaccio non glielo permette. Con un espediente, Clarke e Abby riescono ad avvicinarsi al re e a curare la ferita. 
Una volta svegliato, Echo cerca di convincere Roan a uccidere Clarke, in modo da diventare il re assoluto. Clarke, però, gli racconta cosa le ha detto A.L.I.E. sui reattori che stanno collassando in tutto il mondo, e lo convince ad assumere il ruolo di re a tutti gli effetti, gli affida la Fiamma e gli fa promettere di rispettare il patto fatto da Lexa, ossia di ammettere gli Skaikru come 13° clan della coalizione. 
In cambio, essi cercheranno il modo di fermare le radiazioni.
Nel frattempo, al campo, Jasper progetta il suo suicidio, corroso dal dolore. Viene fortunatamente interrotto da Monty e Raven, la quale ha fatto ricerche sui reattori e conferma la teoria di A.L.I.E..
- Guest star: Adina Porter (Indra), Luisa d'Oliveira (Emori), Chelsey Reist (Harper McIntyre), Tati Gabrielle (Gaia), Tasya Teles (Echo).
- Ascolti USA: telespettatori 1.21 milioni - rating 18-49 anni 0.4%[4]

## Pesante giace la corona
- Titolo originale: Heavy Lies the Crown
- Diretto da: Ed Fraiman
- Scritto da: Justine Juel Gillmer

### Trama
In un flashback di 9 giorni prima, un ragazzo stermina la propria famiglia, affinché sua madre ingerisca il chip, sotto l’effetto di A.L.I.E.. Una volta che Clarke spegne la leva, il ragazzo ritorna in sé e vede la madre morire. Tra le mani tiene ancora il chip che quest’ultima avrebbe dovuto ingoiare.
A Polis, Roan è in pericolo, dal momento che l’ambasciatore Rafael vuole sfidarlo per avere il comando. Questa notizia gli viene fornita da Octavia e Kane. Roan vorrebbe combattere a duello e sconfiggere Rafael, ma è ancora in convalescenza. Kane, quindi, lo convince a lasciarlo andare a parlare con gli ambasciatori: Roan accetta a patto che, se Kane fallisse, lui duellerà.
Ad Arkadia, Raven e gli altri cercano un modo per mettere tutti al riparo dalle radiazioni che presto arriveranno a livelli letali. Monty ha l'intuizione che la stazione Alfa dell'Arca caduta sulla terra sia il posto più sicuro, ma deve essere riparata e allestita per farci entrare almeno 500 persone e sfamarle per almeno 5 anni. Per questo dovranno fare provviste e recuperare il generatore idroelettrico nella stazione agricola, che era caduta sul territorio della Nazione del Ghiaccio.
Bellamy raduna una squadra di recupero e parte per cercare il generatore, ma arrivati alla stazione agricola si accorgono che è abitata dai terrestri. Con il lasciapassare che ha dato loro Roan possono entrare, ma scoprono che la stazione è utilizzata come prigione per tenere in schiavitù donne, bambini e anche alcuni loro amici che pensavano morti. Bellamy decide quindi di sacrificare il generatore, facendolo esplodere per liberare gli schiavi, pensando che Raven possa poi trovare un'altra soluzione per generare acqua.
Nel frattempo, al campo, Raven cerca di riparare le diverse falle dall’Arca, grazie all’aiuto di 5 volontari. 
Jaha si offre di aiutare Raven, affermando di essere stato un ingegnere prima di essere stato proclamato cancelliere. Raven però, ancora furiosa per quello che Jaha ha causato con la sua continua ricerca della Città della Luce, rifiuta.
Roan accetta la sfida lanciatagli da un nuovo ambasciatore e vuole combattere contro il parere di Abby, dato che non si è ancora ripreso appieno dalle ferite. Echo lo prega di far combattere lei al suo posto, ma Roan si oppone: per essere accettato come re e custode della Fiamma non deve tirarsi indietro nel combattimento.
Quando il gruppo di recupero torna all'Arca senza generatore, Raven ipotizza che potranno salvarsi solo un centinaio di persone.
Intanto, Clarke decide di dire a tutti la verità sulle radiazioni che presto li uccideranno, per spronarli a lavorare di più e riparare velocemente la stazione.
- Guest star: Erica Cerra (A.L.I.E.), Jarod Joseph (Nathan Miller), Chelsey Reist (Harper McIntyre), Tasya Teles (Echo), Jonathan Whitesell (Bryan), Chai Hansen (Ilian).
- Altri interpreti: Jana Mitsoula (Willa), Kyle Toy (fratello di Ilian), Darcy Laurie (Tybe), Jennifer Cheon (Dakiva), Jason Beaudoin (Rafael), Ben Sullivan (Riley).
- Ascolti USA: telespettatori 1.01 milioni - rating 18-49 anni 0.4%[5]

## I quattro cavalieri
- Titolo originale: The Four Horsemen
- Diretto da: P. J. Pesce
- Scritto da: Heidi Cole McAdams

### Trama
Ad Arkadia arriva Nyko, chiedendo aiuto per Luna e alcuni degli ultimi rimasti della sua gente, i quali stanno morendo dopo aver mangiato pesci radioattivi. Raven incrocia i dati e si accorge che in realtà sono rimasti solo due mesi prima che comincino le piogge acide ed è quindi ora che sia fatta una lista con i nomi. Jaha propone a Clarke e Bellamy di cercare con lui un luogo dove potrebbero salvarsi tutti: il rifugio costruito dalla Seconda Alba, un gruppo di fanatici che predicarono la fine del mondo. Partono così alla ricerca del rifugio, ma lo trovano non sigillato e quindi inutilizzabile.
Intanto a Polis la Fiamma viene rubata da Gaia, figlia di Indra. Dopo un diverbio con Octavia e la madre, Gaia le aiuta a nasconderla, sostituendola con quella finta della sua collana: un gruppo di terrestri ha infatti invaso il tempio con l'intento di distruggerla. Credendo di esserci riusciti, i terrestri abbandono il luogo sacro. Octavia affida a Gaia la vera Fiamma, dato che quest'ultima è una custode, ma fa credere a Roan che in realtà sia stata distrutta.
Nel frattempo, Murphy entra ad Arkadia per rubare un po' di cibo e sente di nascosto una conversazione, scoprendo che sta per arrivare una tempesta di radiazioni; ritorna poi da Emori e le spiega che dovranno tornare ad Arkadia per potersi salvare.
Alla fine della puntata, Clarke scrive la lista e al numero 99 mette il nome di Bellamy, lasciando libero il centesimo posto: per il senso di colpa, non ha coraggio di inserirsi tra chi deve sopravvivere. Sarà Bellamy a scrivere il nome dell'ultima persona che entrerà nella stazione Alfa: Clarke Griffin.
L'ultima scena vede protagonista Luna, che guarisce spontaneamente dalle radiazioni, giungendo alla conclusione che chi possiede sangue nero è immune alle radiazioni
- Guest star: Adina Porter (Indra), Sachin Sahel (Eric Jackson), Jarod Joseph (Nathan Miller), Luisa d'Oliveira (Emori), Ty Olsson (Nyko), Chai Hansen (Ilian), Tati Gabrielle (Gaia), John Pyper-Ferguson (Bill Cadogan), Nadia Hilker (Luna).
- Altri interpreti: Chris Shields (David Miller), David Attar (Terro), Zoe Wiesenthal (Adria).
- Ascolti USA: telespettatori 1.05 milioni - rating 18-49 anni 0.4%[6]

## Una bugia custodita
- Titolo originale: A Lie Guarded
- Diretto da: Ian Samoil
- Scritto da: Kim Shumway

### Trama
Clarke tenta di tenere nascosta la lista dei 100 che si salveranno ma Jasper la trova e vorrebbe dire la verità a tutti, ma viene imprigionato fino a quando Monty, che lo vede sempre più autolesionista, decide di annunciare a tutti i nomi della lista. Interviene Jaha che la distrugge e promette che al momento opportuno i 100 saranno sorteggiati, intanto tutti dovranno contribuire a sigillare e mettere in sicurezza la stazione Alfa.
A Polis intanto Kane ha una discussione con Octavia, che sembra abbia perso di vista la sua vera natura per diventare una spietata assassina e la invita a tornare ad Arkadia perché teme che il suo comportamento li danneggi. Prima di partire la ragazza scopre però che Roan e la nazione del Ghiaccio vogliono loro stessi impossessarsi dell'Arca per potersi salvare. Si allontana per avvertire Clarke ma viene seguita dalla scorta di Roan e durante una colluttazione viene ferita da Echo e data per morta.
Intanto Abby, Luna, Raven, Emori e Murphy arrivano così all'isola di A.L.I.E. dove sperano di capire come Becca abbia creato il sangue nero, ma scoprono che i droni che sorvegliavano il laboratorio sono ancora attivi. Raven riesce comunque a disattivarli e giungono così al laboratorio.
- Guest star: Sachin Sahel (Eric Jackson), Jarod Joseph (Nathan Miller), Chelsey Reist (Harper McIntyre), Luisa d'Oliveira (Emori), Ty Olsson (Nyko), Tasya Teles (Echo), Nadia Hilker (Luna).
- Ascolti USA: telespettatori 1.00 milioni - rating 18-49 anni 0.4%[7]

## La polveriera
- Titolo originale: The Tinderbox
- Diretto da: Ian Samoil
- Scritto da: Kim Shumway

### Trama
Octavia è ancora viva e, sulla via di ritorno verso casa, viene soccorsa da un terrestre, Ilian, che la porta ad Arkadia. Qui viene curata da Clarke e può avvertire tutti dell'imminente attacco da parte della Nazione del Ghiaccio. Clarke riesce a raggiungere un patto con re Roan che non vuole uccidere gli Skaikru ma prendere l'Arca per salvare la sua gente. L'accordo prevede che riescano a trovare un modo per condividerla ma è inutile: Ilian per vendicarsi della città della luce che gli ha distrutto la famiglia ha incendiato l'Arca, che viene così distrutta. Intanto si scopre che Raven ha un ictus, conseguenza dell'impulso elettromagnetico che era servito per liberarsi del chip di A.L.I.E. Quando si riprende capisce che le sue funzioni cerebrali sono molto potenziate poiché parte della mente di Becca, contenuta nel chip, è rimasta impressa nel suo cervello. Ora sa come combinare le particolarità del sangue nero con il loro DNA. Il problema è che la combinazione elaborata da Becca funziona a gravità zero e quindi nello spazio. Per loro fortuna nel laboratorio di Becca si trova un razzo e Raven chiede ad Abby di andare insieme per poter trovare il modo di testare il sangue nero e salvare tutti.
- Guest star: Sachin Sahel (Eric Jackson), Chelsey Reist (Harper McIntyre), Tasya Teles (Echo), Jessica Harmon (Niylah), Chai Hensen (Ilian).
- Altri interpreti: Chris Shields (David Miller), Ben Sullivan (Riley), Jarett John (Seiku).
- Ascolti USA: telespettatori 1.02 milioni - rating 18-49 anni 0.4%[8]

## Risorgeremo
- Titolo originale: We will rise
- Diretto da: Dean White
- Scritto da: Charmaine DeGrate

### Trama
Raven fa molte simulazioni del viaggio che dovrà fare con il razzo, controllata da Murphy, il quale deve sorvegliare le sue condizioni fisiche. Dopo una serie di tentativi falliti e battutine di Murphy, Raven insorge contro il ragazzo, picchiandolo e insultandolo. Grazie all’aiuto di Luna, Raven si tranquillizza e decide di riprovare la simulazione. Murphy e Luna aiutano Raven, la quale capisce che l’atterraggio non deve essere perfetto, e finalmente la simulazione va a buon fine.
Intanto Clarke, Bellamy e Roan partono per l'isola di A.L.I.E. per portare gli ultimi dieci barili di idrazina a Raven, mentre Kane rimane ad Arkadia per cercare di mantenere l’ordine. 
Durante il tragitto, gli uomini di Roan si ribellano al re, considerato ormai un fantoccio della Skaikru, e il carico si riduce di un barile.
Ad Arkadia tutti vorrebbero la morte di Ilian, mentre Octavia, ancora sconvolta per la morte di Lincoln, capeggia la folla contro Kane che protegge il ragazzo. Kane e Jaha riescono a dissuaderla facendole ricordare che Lincoln è morto per mano di un assassino e lei non lo è. Octavia piange e sconvolta esce dal campo seguita dallo stesso Ilian.
- Guest star: Chai Hensen (Ilian), Nadia Hilker (Luna), Jessica Harmon (Niylah).
- Altri interpreti: Chris Shields (David Miller), Cole Vogue (Hardy), Michael Jonsson (Esop), Loyd Bateman (Anat), Jarett John (Seiku).
- Ascolti USA: telespettatori 0.98 milioni - rating 18-49 anni 0.3%[9]

## Dammi rifugio
- Titolo originale: Gimme Shelter
- Diretto da: Tim Scanlan
- Scritto da: Ron Milbauer & Terri Hughes Burton

### Trama
La pioggia acida arriva ad Arkadia e Bellamy, Kane e gli altri sono costretti a mettersi al riparo. Bellamy e Kane sentono un uomo alla radiolina che chiede aiuto per il figlio ferito e Bellamy parte ad aiutarli ma purtroppo non riuscirà a salvarli dalla pioggia acida.
Octavia, intanto, vede Ilian che la segue e, dopo una breve colluttazione, i due vengono interrotti dalla pioggia acida e sono quindi costretti a rifugiarsi in una grotta, dove Ilian proverà a confrontarsi ma Octavia non vuole e arriva addirittura a tentare il suicidio, venendo però fermata da Ilian; successivamente i due fanno sesso.
Clarke, Abby, Murphy, Emori e Roan sono invece al laboratorio di Becca. Perso il barile di idrazina non possono più andare nello spazio, così Abby pensa che potrebbe utilizzare il midollo spinale di Luna per testare la cura del sangue nero, ma bisogna usare un essere umano come cavia. Emori, pensando che sarà lei la prescelta, vorrebbe scappare ma approfitta dell'arrivo di Baylis, un terrestre che la attacca, affermando che egli ha fatto del male alla sua famiglia e a lei. Clarke e gli altri decidono di usarlo come cavia. Alla fine Emori rivela a Murphy che Baylis non è l'uomo che ha fatto male alla sua famiglia e l'ha detto solo per fargli fare da cavia.
- Guest star: Luisa d'Oliveira (Emori), Sachin Sahel (Eric Jackson), Chelsey Reist (Harper McIntyre), Bradley Stryker (Rock Line Thief), Chai Hansen (Ilian).
- Altri interpreti: Jesse James Pierce (Louis).
- Ascolti USA: telespettatori 0.90 milioni - rating 18-49 anni 0.3%[10]

## Il complesso di Dio
- Titolo originale: God complex
- Diretto da: Omar Madha
- Scritto da: Lauren Muir

### Trama
Dopo che il test su Baylis fallisce e lo uccide, Emori viene fatta prigioniera, in quanto aveva mentito riguardo al ladro. 
Sarà lei la prossima cavia del test. Dopo un momento di esitazione, però, Clarke decide di essere lei stessa la cavia e si inietta il sangue nero. Abby, spaventata dalla visione di Clarke moribonda a causa delle radiazioni avuta tempo prima nel laboratorio, distrugge la capsula dove eseguire il test.
Ad Arkadia si celebrano i funerali delle 18 vittime della pioggia acida, mentre Jasper vuole uscire dal campo. Bellamy lo segue, per evitare che l’amico muoia.
Jaha ascolta per caso una preghiera di Niylah, che recita parole da lui conosciute: dalla cenere risorgeremo. Chiede quindi alla ragazza da dove derivino quelle parole, e lei gli risponde che l’unica che lo sa è la custode della fiamma, nonché figlia di Indra. Jaha vuole recarsi a Polis, per parlare con la custode e capire in che modo è connesso il tutto. Grazie a Gaia, Jaha e Kane trovano il bunker a Polis, situato al centro del Tempio, che potrebbe essere oramai l'unica via di salvezza.
- Guest star: Adina Porter (Indra), Sachin Sahel (Eric Jackson), Jarod Joseph (Nathan Miller), Chelsey Reist (Harper McIntyre), Tati Gabrielle (Gaia), Luisa d'Oliveira (Emori), Jessica Harmon (Niylah), Nadia Hilker (Luna).
- Altri interpreti: Ben Sullivan (Riley), Alyson Bath (Bree), Jason Day (Guerriero Azgeda).
- Ascolti USA: telespettatori 0.97 milioni - rating 18-49 anni 0.3%[11]

## Ordine di non rianimare
- Titolo originale: DNR
- Diretto da: Mairzee Almas
- Scritto da: Miranda Kwok

### Trama
A Polis, Clarke fa un ultimo tentativo per mantenere la pace tra il clan di Roan e quello di Indra provando a proclamarsi la nuova Comandante, ma Abby interrompe la cerimonia dicendo a tutti che il sanguenero di Clarke è stato creato in laboratorio. A questo punto, Roan indice un Conclave nel quale un guerriero per ogni clan combatterà fino alla morte e l'ultimo rimasto salverà il suo clan nel bunker.
Intanto, Octavia rimane da Illian e viene informata dagli amici di quest'ultimo, che presto scoppierà una guerra; subito dopo Octavia li uccide sotto lo sguardo stupito di Illian e corre a cavallo verso Polis.
Ad Arkadia molti, Jasper in primis, non vogliono più combattere e preferiscono aspettare, inermi, l'arrivo delle radiazioni. Jaha prova a dissuaderli da ciò ma Jasper, Harper e gli altri non demordono e si barricano momentaneamente all'interno della stazione.
Nel frattempo, nell'isola di Becca, Raven viene convinta da una ''visione'' di Becca di andare nello spazio e rimanerci. 
- Guest star: Erica Cerra (Becca), Chai Hansen (Ilian), Adina Porter (Indra), Tati Gabrielle (Gaia), Chelsey Reist (Harper McIntyre), Luisa d'Oliveira (Emori), Tasya Teles (Echo), Jessica Harmon (Niylah), Sachin Sahel (Eric Jackson), Jarod Joseph (Nathan Miller).
- Altri interpreti: Ben Sullivan (Riley), Cole Vigue (Hardy), Melinda Michael (Ankara), Alex Pangburn (Heyes), Matt Kennedy (Jacob), Alyson Bath (Bree), Jenn Forgie (Rhanda), Julia Dominczak (Cantante), James Michalopolous (Fio).
- Ascolti USA: telespettatori 0.81 milioni - rating 18-49 anni 0.3%[12]

## Morire tutti, morire con gioia
- Titolo originale: Die All, Die Merrily
- Diretto da: Dean White
- Scritto da: Aaron Ginsburg & Wade McIntyre

### Trama
Il Conclave ha luogo. Octavia partecipa per il suo popolo, truccata come faceva Lincoln. Durante l’annunciazione, Octavia ritrova a fianco a sé Roan, Luna e Ilian.
I guerrieri dei 12 clan combattono e muoiono uno ad uno, finché Roan propone a Octavia un accordo contro Luna, la quale partecipa al conclave per la “morte”. Luna però è forte, essendo stata allenata sin da piccola a vincere un Conclave e nella colluttazione tra lei, Octavia e Roan, Luna uccide Roan, aiutata dalla pioggia acida. 
Octavia riesce a scappare e, tramite la sua intelligenza, uccide Luna. La vincitrice del Conclave è Octavia: in questa veste, invoca l'unità di tutti i Clan. 
Purtroppo, giunta al bunker, scopre che Clarke e Jaha se ne sono impossessati per garantire la sopravvivenza al Popolo del Cielo.
- Guest star: Chai Hansen (Ilian), Nadia Hilker (Luna), Adina Porter (Indra), Tati Gabrielle (Gaia), Jarod Joseph (Nathan Miller), Tasya Teles (Echo).
- Ascolti USA: telespettatori 0.85 milioni - rating 18-49 anni 0.3%[13]

## L'altra parte
- Titolo originale: The Other Side
- Diretto da: Henry Ian Cusick
- Scritto da: Julie Bensen & Shawna Bensen

### Trama
Bellamy non è d'accordo con l'idea di Clarke e Jaha di prendere il controllo del bunker e perciò quest'ultimo lo fa imprigionare e sorvegliare da Murphy. Grazie ad Abby però il ragazzo riesce a liberarsi e ad aprire le porte: ogni clan deve ora scegliere 100 persone da salvare all'interno del bunker.
Al camp Jaha, Monty convince solo Harper a scappare, gli altri decidono di lasciarsi morire incluso Jasper.
Raven, nel laboratorio, riesce ad eliminare Becca dal suo cervello e a sopravvivere.
- Guest star: Erica Cerra (Becca), Adina Porter (Indra), Jarod Joseph (Nathan Miller), Alessandro Juliani (Jacopo Sinclair), Chelsey Reist (Harper McIntyre), Tasya Teles (Echo), Jessica Harmon (Niylah).
- Altri interpreti: Ben Sullivan (Riley), Alex Pangburn (Hayes), Alyson Bath (Bree), Jojo Ahenkorah (Costa).
- Ascolti USA: telespettatori 0.86 milioni - rating 18-49 anni 0.3%[14]

## I prescelti
- Titolo originale: The Chosen
- Diretto da: Alex Kalymnios
- Scritto da: Aaron Ginsburg & Wade McIntyre

### Trama
Comincia l'estrazione dei nomi delle persone che resteranno nel bunker. Jaha e Kane hanno una visione diversa, Jaha vuole spronare tutti a combattere e a cacciare i Terrestri, Kane è per la via più diplomatica. Abby dice a Kane che non intende salvarsi e anche David Miller, nella speranza di dare una chance in più al figlio Nate. Dopo varie discussioni, Jaha e Kane addormentano il popolo del cielo,che non accettava l'estrazione dei nomi di coloro che si sarebbero salvati. Utilizzano la lista di Clarke per scegliere chi dovra' vivere.
Clarke, Bellamy, Murphy e Emori sono diretti al laboratorio sull'isola per salvare Raven, ma durante il viaggio vengono attaccati da un gruppo di terrestri. A salvarli sarà Echo. Più tardi li raggiungeranno anche Harper e Monty. I ragazzi raggiungono Raven e assieme decidono di partire per lo spazio.
- Guest star: Adina Porter (Indra), Sachin Sahel (Eric Jackson), Jarod Joseph (Nathan Miller), Luisa d'Oliveira (Emori), Chelsey Reist (Harper McIntyre), Tasya Teles (Echo), Jessica Harmon (Niylah).
- Ascolti USA: telespettatori 0.83 milioni - rating 18-49 anni 0.3%[15]

## Praimfaya
- Titolo originale: Praimfaya
- Diretto da: Dean White
- Scritto da: Jason Rothenberg

### Trama
Mentre l'onda della morte colpisce Polis e il secondo bunker, Clarke, Bellamy, Murphy, Emori, Monty, Harper ed Echo si riuniscono al laboratorio insieme a Raven per prepararsi a viaggiare verso i resti dell'Arca in orbita.
Clarke decide di sacrificarsi per riparare un'antenna danneggiata, dopo essersi resa conto che non avrebbe fatto in tempo a tornare sul razzo dai suoi amici, che alla fine a malincuore partono senza di lei.
Sulla navicella Raven e Bellamy si preparano ad onorare la memoria di Clarke (creduta morta per assenza di comunicazioni radio) promettendo di far sopravvivere la loro gente a tutti i costi per i prossimi cinque anni.
Sei anni e sette giorni dopo, Clarke rivela di essere sopravvissuta all'ondata grazie al Sanguenero presente nel suo corpo e di avere vissuto nel laboratorio e nella zona pulita insieme a una giovane ragazzina anch'essa Sanguenero che ha adottato. Mentre Clarke tenta di entrare in contatto con l'Arca, un veicolo spaziale sconosciuto atterra sulla Terra. Comprendendo il possibile pericolo, Clarke e la giovane si preparano a combattere.
- Guest star: Tasya Teles (Echo), Chelsey Reist (Harper McIntyre), Luisa d'Oliveira (Emori), Jessica Harmon (Niylah), Tati Gabrielle (Gaia), Jarod Joseph (Nathan Miller), Sachin Sahel (Eric Jackson), Adina Porter (Indra)
- Altri interpreti: Jojo Ahenkorah (Costa), Imogen Tear (Madi).
- Ascolti USA: telespettatori 0.91 milioni - rating 18-49 anni 0.3%[16]